# Torneo Preolímpico Femenino de la AFC
El Torneo Preolímpico Femenino de la AFC es el torneo clasificatorio que disputan las selecciones de categoría mayor femenil de Asia para definir a los representantes del continente en el Fútbol femenino en los Juegos Olímpicos, el cual es organizado por la Confederación Asiática de Fútbol.

## Historia
El torneo fue creado en 1996, año en el que el fútbol femenino ingresó por primera vez al programa de los Juegos Olímpicos para la edición de Atlanta 1996, aunque fue hasta la edición de Atenas 2004 que se disputó una eliminatoria.
El torneo se realiza cada 4 años y da 2 boletos a Asia para los Juegos Olímpicos.

## Ediciones
| Olimpiadas | Torneo       | Clasificados            | Clasificados            | Notas |
| Olimpiadas | Torneo       | Campeón                 | Subcampeón              | Notas |
| ---------- | ------------ | ----------------------- | ----------------------- | --- |
| 1996       | No disputado | China y Japón           | China y Japón           | Clasificaron por estar entre las 8 mejores del Mundial femenino 1995                                              |
| 2000       | No disputado | China                   | China                   | Clasificó por estar entre las 8 mejores del Mundial femenino 1999                                                 |
| 2004       | Preolímpico  | China                   | Japón                   | |
| 2008       | Preolímpico  | Japón y Corea del Norte | Japón y Corea del Norte | Clasificaron por ganar sus respectivos grupos China clasificó por ser el anfitrión de los Juegos Olímpicos 2008   |
| 2012       | Preolímpico  | Japón                   | Corea del Norte         | |
| 2016       | Preolímpico  | Australia               | China                   | |
| 2020       | Preolímpico  | Australia y China       | Australia y China       | Clasificaron por ganar sus respectivos play-off Japón clasificó por ser el anfitrión de los Juegos Olímpicos 2020 |
| 2024       | Preolímpico  | Australia y Japón       | Australia y Japón       | Clasificaron por ganar sus respectivos play-off                                                                   |